# Budaniv, Terebovlea
Budaniv (în ucraineană Буданів) este localitatea de reședință a comunei Budaniv din raionul Terebovlea, regiunea Ternopil, Ucraina.

## Demografie
Componența lingvistică a localității Budaniv
     Ucraineană (99,2%)
     Alte limbi (0,8%)
Conform recensământului din 2001, majoritatea populației localității Budaniv era vorbitoare de ucraineană (99,2%), existând în minoritate și vorbitori de alte limbi.